# Православие в Польше
Православие в Польше — вторая по численности религиозная конфессия после католицизма.
Христианство на территории современной Польши появилось в X веке. После заключения Кревской унии (1385) и принятия Брестской унии (1596), и последовавших притеснений со стороны Римско-католической церкви, Православная церковь в Польше оказалась в тяжёлом положении и вплоть до разделов Речи Посполитой была немногочисленной. После обретения Польшей независимости, в 1924 году, Польская православная церковь стала автокефальной, однако польское правительство начало преследовать православных: были разрушены сотни храмов, в том числе Александро-Невский собор в Варшаве.
Ныне на территории Польши действуют 6 православных епархий с 11 епископами, 27 деканатами, 250 приходами и 10 монастырями. С 1998 года возглавляет Польскую православную церковь митрополит Варшавский Савва (Грыцуняк).

## История

### Появление христианства
На территории, входящие в состав современной Польши, христианство проникало с разных сторон: с юго-запада — Великого Моравского княжества, с запада — германских земель и с востока — Киевской Руси. Вполне естественно, что польские земли как смежные с Великой Моравией подверглись воздействию миссии святых Кирилла и Мефодия. С расширением Моравского княжества Силезия, Краков и Малая Польша вошли в состав Велиградской епархии.
В 966 году польский князь Мешко I принял христианство, за чем последовало крещение народа. По преданию, Мешко сначала принял христианство восточного греко-славянского обряда, но после его женитьбы на княгине Дубравке в Польше усилилось латинское влияние.
Ко времени Крещения Руси земли по западной стороне реки Буга, где находятся города Холм и Перемышль, входили в состав Киевского княжества. В этих краях христианство усиливало своё влияние одновременно с распространением его в других русских землях. В XI веке в Западной Руси возникли два самостоятельных княжества — Галицкое и Волынское, которые в конце XII века были объединены в единое Галицко-Волынское.

### Первая православная кафедра
В XIII веке при князе Даниила Романовича Галицко-Волынское княжество достигает своего могущества. В его столице — Холме — стараниями князя была основана православная епископская кафедра. Дети и внуки князя Даниила сохраняли верность православию, но во второй четверти XIV век род Галицко-Волынских князей по мужской линии угас. Две галицкие княжны были замужем за Литовским и Мазоветским князьями. Волынь попала во владение Литовского князя Любарта, который исповедовал православие, но с Галицией было иначе. Сын Мазоветского князя Юрий II Болеслав был воспитан матерью в православии, но впоследствии перешёл в католичество. Став Галицким князем он, по установкам папы Римского, притесняет православных.

### Ухудшение положения Православной церкви
После смерти Болеслава его продолжателем стал польский король Казимир Великий. В середине XIV века он завладел Галичиной. Волынь, несмотря на призывы папы к крестовому походу против «схизматиков», литовскому князю Любарту удалось отстоять. После присоединения Галицких и Холмских земель к польским владениям, положение православных здесь заметно ухудшилось.
После вступления великого князя Литовского Ягайло в брак с польской королевой Ядвигой было положено начало объединению Польского королевства и Литовского княжества. Одним из условий брака был переход Литовского князя в католичество. Ещё в 1385 году Ягайло официально отрёкся от православия, а через год после брака в 1387 году он объявил римско-католическую веру господствующей в Литве. Вскоре начались притеснения православных. В Перемышле католикам был передан православный собор. На Городельском сейме 1413 года, который подтвердил объединение Литвы с Польшей, был издан указ о недопущении православных к высшим государственным должностям.

### Православие в период уний
В 1458 году униатский Константинопольский патриарх Григорий Мамма, пребывавший в Риме, поставил литовско-галицким митрополитом Григория, бывшего в своё время протодиаконом у митрополита Исидора. Григорий попытался утвердить в своей митрополии унию и начал гонения на православное духовенство, но не нашёл поддержки у польского короля и в 1469 году сам присоединился к православию. Ягеллоны, впрочем, не желали покровительствовать православию и охотно урезали его права и ослабляли материальное положение Православной церкви и верующих.
В Люблинской унии 1569 года политическая программа Городельскаго сейма получила своё завершение. Если к этому Польша и Литва находились только в конфедеративного союзе и имели свои отличия в управлении, то Люблинская уния уничтожила самостоятельность Литовского княжества. Православное население Беларуси и Западной Украины, которое оказалось в составе Польши, начало ощущать систематический гнёт со стороны католицизма. Особенно тяжелым временем для Православной церкви было правление польского короля Сигизмунда III. Этот воспитанник иезуитов, проникнутый крайними католическими взглядами, ставил выше всего интересы Римского престола.
Сложное положение было и с православной иерархией. До конца XVI век века большая её часть во главе с Киевским митрополитом Михаилом (Рогозой) приняла провозглашённую на Брестском соборе 1596 года унию и признала над собой власть Римского епископа. Но православные верующие преимущественно не приняли и стали на защиту Православной церкви. В настоящее время создается много полемических произведений, направленных на защиту чистоты веры от посягательств со стороны инославию и прежде всего Римско-католической церкви. Очень важную роль в защите православия от распространителей унии играли православные церковные братства. Необходимо особо упомянуть Львовское и Виленское православные братства, представлявшие собой сплочённые союзы городского населения. Согласно принятым уставам главным своим делом братства считали: открытие и содержание духовных училищ, подготовку образованной православной молодежи, создание типографий и издание необходимых книг. Однако силы в борьбе с наступающим католицизмом были неравны. Православные братства, лишившись поддержки со стороны шляхты, перешедшей в католичество, постепенно сокращали свою деятельность.

### XVII—XVIII века
До конца XVI века большинство православного населения нынешних восточных областей Польши католики считали уже униатским. С второго десятилетия XVIII века для всего православного населения Западной Украины, которая входила в состав Польши, остался только один православный епископ — Белорусский. Не внёс существенных изменений в положение православных в Польше и Великий сейм 1788—1792 годов, провозгласивший среди прочего, религиозную свободу.
В конце XVIII века в Польшу попадают греческие православные купцы, поселяются здесь и стремятся поддержать православие. Однако власть не позволяла им обустраивать храмы, поэтому богослужения проходили в молитвенных домах. Священники приглашались из Буковины, Венгрии, Болгарии, Греции.

### В Российской империи
Ситуация коренным образом изменилась после присоединения польских земель к Российской империи (1795 год — третий раздел Польши; 1814—1815 года — решение Венского конгресса). Положение православных на землях, вошедших в состав империи, сразу улучшилось без особых мероприятий. Прекратились гонения, насильственные обращения в унию, антиправославная пропаганда. Большинство приходов в присоединённых к Российской империи землях составили одну епархию, получившую в 1793 году название Минская. Число православных стало увеличиваться за счёт возврата униатов в православие. В некоторых местах, например, в тогдашней Брацлавской губернии, это возвращение проходило довольно быстро и спокойно. В 1834 году в Варшаве было основано викариатство Волынской епархии, а в 1840 году самостоятельная епархия. Епископ Варшавский возводится в сан архиепископа Варшавского и Новогеоргиевского, а с 1875 года (после обращения холмских униатов) Холмско-Варшавским. В 1905 году была выделена самостоятельная Холмская епархия.

### В Польском государстве
После Первой мировой войны, в 1918 году, была возрождено Польское государство. Уже в 1919 году на местах прошли захваты католическим духовенством православных храмов. Например, в Волковысском уезде ксендз и вооруженные полицейские вошли в православный храм, после чего иконостас был изрублен топорами, а иконы выброшены на улицу.
Согласно Рижскому договору 1921 года Западная Белоруссия и Западная Украина вошли в состав Польши. В связи с новым политическим положением Священный синод Московской патриархии в сентябре 1921 года назначил на Варшавскую кафедру бывшего Минского архиепископа Георгия (Ярошевского), который в январе следующего года был возведён в сан митрополита. Церкви в Польше было одновременно предоставлено право автономии.
В 1922 году при поддержке государственной власти Собор православных епископов в Польше, который состоялся в Варшаве, решительно высказался за установление автокефалии Православной церкви в Польше. За были митрополит Георгий (Ярошевский), епископы Дионисий (Валединский) и Александр (Иноземцев), против — пророссийские архиепископ Елевферий (Богоявленский) и епископ Владимир (Тихоницкий).
8 февраля 1923 года в жизни Польской православной церкви произошло чрезвычайное событие — архимандрит Смарагд (Латышенко), бывший ректор Волынской духовной семинарии, отстранённый от должности и запрещённый в священнослужении митрополитом Георгием (Ярошевский), выстрелом из револьвера убил митрополита. Через два дня после этого трагического события обязанности Митрополита и Председателя Священного Синода принял на себя архиепископ Волынский и Кременецкий Дионисий (Валединский), и 27 февраля того же года Собором православных епископов Польши он был избран Митрополитом Варшавским. Убийство усилило антироссийские и проавтокефальные настроения в Польской церкви, и иерархия начала полноценные переговоры с Константинопольским патриархатом.
Русской православной церкви в 1924 году в Польше принадлежали 1480 храмов. Вскоре православие значительно укрепилось в стране. В 1933 году в Польше было уже 2 тыс. православных храмов и 7 православных епископов.

### Предоставление автокефалии Православной церкви в Польше
Константинопольский патриарх Мелетий IV 13 марта 1923 года утвердил митрополита Дионисия (Валединского) в этом сане предстоятеля и признал за ним титул Митрополита Варшавского и Волынского и всей Православной Церкви в Польше и священноархимандрита Почаевской Успенской Лавры. Митрополит Дионисий обратился к Константинопольскому патриарху Григория VII с просьбой благословить и утвердить автокефалию Польской православной церкви, затем сообщить об этом и всем главам поместных православных церквей. 13 ноября 1924 за три дня до своей кончины патриарх Григорий VII подписал Патриарший и Синодальный Томос Константинопольской Патриархии о признании Православной Церкви в Польше автокефальной. Однако официальное провозглашение автокефалии задержалось почти на год в связи с возникновением проблем в Константинопольской патриархии после смерти Григория VII. Его преемник, Константин VI, в конце января 1925 году был выслан из Константинополя турецкими властями, и патриаршая кафедра до июля того же года оставалась свободной. Новоизбранный Патриарх Василий III сообщил в августе Митрополиту Дионисию, что в следующем месяце он пришлёт в Варшаву делегацию, и привезет Томос об автокефалии Православной церкви в Польше.
В середине сентября в Варшаву прибыли представители Константинопольской и Румынской церквей и 17 сентября в их присутствии, а также при наличии всего епископата Польши, представителей епархий, варшавской паствы и членов правительства в митрополичьем храме святой Марии Магдалины состоялось торжественное объявление Патриаршего Томоса. Автокефалию Православной церкви в Польше признали в то время все поместные и автономные церкви, за исключением Русской православной церкви.

### Новая волна гонений
Опираясь на подписанный в 1927 году польским правительством и Римским папой конкордат, который признавал в Польше католичество господствующим вероисповеданием, римско-католики в 1930 году выступили с судебным иском о возвращении православных храмов, святынь, другого церковного имущества, которое когда-то принадлежало католической церкви. Был предъявлен иск в отношении 700 церковных объектов, среди них были такие православные святыни как Почаевская Лавра и многие другие монастыри, Кременецкий и Луцкий кафедральные соборы, старинные храмы. Основанием для таких претензий католики выдвигали то положение, что упомянутые церковные объекты когда-то принадлежали греко-католикам, но правительством Российской империи были переданы православным.
В это время был разрушен Александро-Невский собор в Варшаве, расписанный Виктором Васнецовым и другими русскими художниками (построен в 1892—1912 годах, вмещал до 3000 верующих). Вскоре Польшу наводнили иезуиты и представители других католических орденов. Одновременно под давлением правительства происходила полонизация духовного образования, делопроизводства и богослужения.
К моменту провозглашения автокефалии Православной Церкви в Польше, здесь действовали две духовных семинарии — в Вильно и Кременце и несколько духовных мужских и женских училищ. В феврале 1925 году было открыто высшее духовное учебное заведение — Православный богословский факультет при Варшавском университете.
В конце 1936 года появились тревожные симптомы нового наступления на Православную церковь. В этом году в связи с 300-летием со дня смерти греко-католического митрополита Вельямина Рутского в городе Львове собрался съезд греко-католического духовенства. Почётным председателем съезда был греко-католический митрополит Андрей Шептицкий (умер в 1944 году). Решено было, что для украинского народа наилучшей формой церковности является его уния с Римом, поэтому УГКЦ должна получить полную свободу для миссионерской деятельности среди украинцев, белорусов, русских, проживающих в Польши (смотри статью Неоуния).
Продолжением намеченной съездом программы стала публикация 25 мая 1937 года новой инструкции по внедрению «восточного обряда». В этой инструкции обращалось внимание на то, что Ватикан придаёт большое значение «возвращению православных к вере отцов», а между тем работа в этом направлении идет медленно и малоуспешно. В результате 1938 году в Холмщине и на Подляшье православные храмы стали не только закрывать, но и разрушать. Было разрушено около полутора сотен храмов и молитвенных домов. Более 200 священнослужителей и церковнослужителей оказались безработными, лишёнными средств к существованию. В польской прессе не говорилось о подобных бесчинствах, но за некоторое время до указанных событий на Холмщине и Подляшье была проведена соответствующая подготовка. Так, в польских газетах появились сообщения, что на Холмщине и в некоторых других городах есть много православных храмов, построенных царским российским правительством с намерением русифицировать край. Эти храмы выставлялись как памятники рабства, поэтому нужно их разрушить. Никакие протесты православных, в том числе обращения митрополита Дионисия (Валединского) к высшим должностным лицам не помогли.

### Вторая мировая война
1 сентября 1939 началась Вторая мировая война. Меньше чем через месяц немецкие танки уже находились на улицах Варшавы. Восточные области Польши были заняты Советским Союзом. Польша, таким образом, была разделена между СССР и Германией. На территории бывшей Польши, которая была оккупирована Германией, было создано так называемое Генерал-губернаторство, в котором существовали три епархии: Варшавская, Холмская и Краковская. Земли, занятые советскими войсками в 1939—1941 годах, вошли в состав Минской епархии. Также в составе СССР оказалась Волынская епархия. Здесь, как повсюду в СССР, Православная церковь терпела притеснения со стороны государства.
Вывозили в советские лагеря не только католиков, военных, но и верных православной церкви, а вместе с ними духовенство. В духовной жизни наступили изменения во время немецкой оккупации. Немцы стремились к уничтожению коммунистической идеологии и в этой связи позволяли открывать закрытые ранее храмы. На территории Украины стали действовать украинские епископы Польской православной церкви во главе с митрополитом Поликарпом (Сикорским). Эту структуру традиционно называют Украинской автокефальной православной церковью, хотя формального провозглашения автокефалии не было, епископат считал себя частью бывшей Польской православной церкви (которая после ликвидации государства Польша перестала использовать в своём названии слово «Польская»). Параллельно здесь оставались структуры Московского патриархата — Украинская автономная православная церковь.

### Послевоенный период
После Второй мировой войны автокефалия Польской православной церкви была признана определением Священного синода Русской православной церкви от 22 июня 1948 года. Предстоятелем стал архиепископ Тимофей (Шрёттер), с 1951 до 1961 года — митрополит Макарий. В 1949 году были основаны три епархии: Варшавская, Белостоцкая-Гданьская и Лодзинское-Вроцлавская. В связи с миграцией людей с востока в центр и на запад Польши был осуществлён новый раздел епархий. К 1952 году в Польской православной церкви было четыре епархии: Варшавско-Бельская, Белостоцко-Гданьская, Лодзинско-Познанская и Вроцлавско-Щецинская. В 1983 году была восстановлена Перемышльско-Новосонченская епархия, а в 1989 году — Люблинской-Холмская.

## Современное состояние

### Польская православная церковь
По состоянию на 2005 год Польская православная церковь насчитывала шесть епархий, более 250 приходов, 410 церквей, 259 священнослужителей и ок. 600 000 верующих. Возглавляет Церковь митрополит Варшавский и всей Польши Савва (Грыцуняк).
Епархии и епископат:
- Варшавская епархия — митрополит Савва (Грыцуняк)
  - Семятыченское викариатство — епископ Георгий (Паньковский)
- Белостокско-Гданьская епархия — архиепископ Иаков (Костючук)
  - Супрасльское викариатство — епископ Григорий (Харкевич)
- Лодзинская епархия — епископ Афанасий (Нос)
- Перемышльская епархия — архиепископ Адам (Дубец)
  - Горлицкое викариатство — епископ Паисий (Мартынюк)
- Вроцлавская епархия — архиепископ Иеремия (Анчимюк)
- Люблинская епархия — архиепископ Авель (Поплавский)

### Неканонические церкви
Деятельность неканонических православных церквей на территории Польши не оставила заметного следа.